# Aluza
Aluza (en árabe: اَلْعُزَّى‎, romanizado: al-ʻUzzā, lit. 'La más poderosa', AFI: /al ˈʕuz.zaː/; en árabe antiguo: /al.ʕuz.zeː]/), a veces transcrito como Al-Uza, Al-Uzza, Al-Ozza, Uzza u Ozza, en la Arabia preislámica, era una de las tres hijas del dios supremo. 
El nombre de esta deidad puede encontrarse transcrito también como Ozza, a veces con anteposición del artículo árabe al-. La palabra pertenece a la misma raíz que `izza: "gloria" y significa "Poderosa". Sobre el significado de su nombre encontramos otra acepción además de la mencionada: «la más querida», según Jairath Al-Saleh en su libro "Ciudades fabulosas, príncipes y yinn de la mitología árabe" (1990/28).
Las hermanas de esta deidad eran la diosa Azuhara y la diosa Alat. En general Uzza es asociada a Azuhara (diosa del amor y la belleza en la Arabia del Sur), pues ambas eran diosas estelares que personificaban al planeta Venus (solo visible al amanecer [Aluza] y el atardecer [Azuhara]), pero en el culto estaba más vinculada con Alat, ya que a veces Aluza y Alat conformaban una trinidad junto con Manat o el dios Hubal. A menudo Aluza y Alat recibían culto juntas.
Aluza, Alat y Manat eran las tres diosas protectoras de La Meca. Además, Uzza era la diosa principal de la tribu de los kuraischitas, a la vez que deidad de la tribu de Kenauah y diosa de una parte de la tribu de Salim. Cuando iban a luchar, los clanes de los kuraischitas llevaban réplicas de Alat y Aluza a fin de infundirles valor y devoción a los guerreros. Al parecer se trataba de una diosa cruel, a la cual sólo aplacaba el derramamiento de sangre, tanto humana como animal.
Uzza aparece citada como sinónimo de belleza en la poesía preislámica.
Su santuario principal estaba en un oasis llamado Najla, situado al este en el camino de la ciudad de Taif. También en la ciudad de La Meca Aluza tenía un templo y un hima, donde, adornada de piedras preciosas, se le ofrecían dádivas de oro y plata. 
El culto a Aluza parece proceder de Petra, donde era una versión nabatea de la diosa de la fertilidad presente en las mitologías de Oriente Próximo y Mesopotamia (Ishtar, Astarté, Afrodita, Venus...). Según algunos autores, la tribu de Ghatafan adoraba bajo este nombre a la acacia o el endrino espinoso de Egipto. El primero que consagró este árbol para fines religiosos fue Dhalem. Le erigió un pequeño templo llamado Boss, construido de modo que daba un sonido particular cada vez que alguno entraba en él. En el año 8 de la Hégira, Khaled, hijo de Walid, destruyó e incendió por orden de Mahoma el templo y el ídolo o árbol sagrado.

## La destrucción del templo de Uzza a manos de Khalid
Tras la victoria del profeta Mahoma sobre la tribu de los kuraischitas, tanto Alat como Aluza fueron destruidas. Se dice que Khalid ibn al-Walid, considerado un gran héroe musulmán, fue a demoler el templo de Uzza, y lo primero que hizo fue talar las tres grandes palmeras que estaban consagradas a la diosa. Cuando golpeó la última de ellas con la espada, apareció ante él un demonio femenino negro, de pelo enmarañado, que, rechinando los dientes, le amenazó. El sacerdote que custodiaba el templo corrió en ayuda de su diosa, pero aparentemente Khalid era demasiado fuerte y dio muerte tanto al demonio como al sacerdote. A continuación hizo pedazos la efigie y redujo el templo a ruinas, de forma que el poder de la diosa en aquella tierra quedó destruido para siempre.